# Volcán Holotepec
Volcán Holotepec är en vulkan i Mexiko.   Den ligger i delstaten Morelos, i den sydöstra delen av landet, 50 km sydväst om huvudstaden Mexico City. Toppen på Volcán Holotepec är 3 030 meter över havet, eller 225 meter över den omgivande terrängen. Bredden vid basen är 4,2 kilometer.
Terrängen runt Volcán Holotepec är huvudsakligen kuperad, men åt nordväst är den platt. Volcán Holotepec ligger uppe på en höjd som går i öst-västlig riktning. Runt Volcán Holotepec är det tätbefolkat, med 266 invånare per kvadratkilometer. Närmaste större samhälle är Tenango de Arista, 11,4 km väster om Volcán Holotepec. I omgivningarna runt Volcán Holotepec växer i huvudsak blandskog.